# ارسنی کرکودیم
ارسنی کرکودیم (اوکراینی: Арсеній Юрійович Коркодим؛ زادهٔ ۳ اکتبر ۲۰۰۲) بازیکن فوتبال اهل اوکراین است.